# Amanat (filme)
Amanat é um filme de drama cazaque de 2016 dirigido e escrito por Satybaldy Narymbetov. Foi selecionado como representante de seu país ao Oscar de melhor filme estrangeiro em 2017.

## Elenco
- Berik Aitzhanov - Ermukhan